# Værker af Gustave Courbet
Liste over værker af Gustave Courbet.
Hvis et eller af flere af værkerne står med Q-nummer, er du mere end velkommen til at tilføje værkets danske titel på Wikidata.
Denne liste bliver periodisk opdateret af en bot. Manuelle ændringer ved listen bliver fjernet ved næste opdatering!
| billede | artikelNavne med kursiv linker til Wikidata                                                               | år                | samling | genre                                                     | afbilder |
| ------- | --- | ----------------- | --- | --------------------------------------------------------- | --- |
|         | Closed woods                                                                                              | 1817              | Dr. Anastácio Gonçalves House-Museum |                                                           | |
|         | Selbstporträt von Gustave Courbet im Alter von 14 Jahren; Fragment des bärtigen Kopfes                    | 1833              | Musée Carnavalet | portræt                                                   | Gustave Courbet |
|         | Le Pont de Nahin                                                                                          | 1839              | Musée Courbet | bylandskabsbillede                                        | Pont de Nahin |
|         | Vallée de la Loue                                                                                         | 1839              | | landskabsmaleri                                           | dal |
|         | Desperat mand                                                                                             | 1840              | No/unknown value | selvportræt                                               | Gustave Courbet mand |
|         | Study of a Nude Man                                                                                       | 1840s             | Metropolitan Museum of Art | Akt                                                       | |
|         | Reclining Nude                                                                                            | 1840s             | Museum of Fine Arts Boston | Akt                                                       | |
|         | Paysage à l'antique                                                                                       | 1840              | Musée d'art moderne (Saint-Étienne) |                                                           | |
|         | Begravelse i Ornans                                                                                       | 1840s             | Musée d'Orsay | genrekunst                                                | gravplads gravlægning Ornans Max Buchon mand hund kristent kors kiste barn velsignelse krucifiks smerte almue katolsk præst ministrant |
|         | Juliette Courbet at the Age of Ten                                                                        | 1841              | Museo Nacional de Bellas Artes | portræt                                                   | pige |
|         | L'Embouchure de la Seine                                                                                  | 1840s 1850s       | Palais des beaux-arts de Lille | marinemaleri                                              | kvinde løvtræ Honfleur landskab eng Seinen sejlskib |
|         | Le Rétameur                                                                                               | 1841              | Musée Courbet |                                                           | |
|         | Self portrait                                                                                             | 1842              | Musée de Pontarlier | selvportræt                                               | mand hund Gustave Courbet |
|         | Self-Portrait with a Black Dog                                                                            | 1840s             | Musée des Beaux-Arts de la ville de Paris | selvportræt                                               | Gustave Courbet |
|         | Étude de nu                                                                                               | 1842              | Museum of Fine Arts of Reims | Akt                                                       | mand |
|         | Portrait de Juliette                                                                                      | 1842              | Musée Courbet | portræt                                                   | Juliette Courbet |
|         | Portrait présumé d'une jeune fille d'Ornans                                                               | 1842              | Musée Courbet | portræt                                                   | |
|         | Portrait de Zélie Courbet                                                                                 | 1842              | Musée des Beaux-Arts de la ville de Paris | portræt                                                   | Zélie Courbet |
|         | Le Gros Chêne                                                                                             | 1843              | Colby College Museum of Art |                                                           | |
|         | Portrait de Juliette                                                                                      | 1843              | Von der Heydt Museum | portræt                                                   | Juliette Courbet |
|         | Den sårede mand                                                                                           | 1844 1854         | Musée d'Orsay | selvportræt                                               | Gustave Courbet mand alvorlig traume sværd |
|         | The Bacchante                                                                                             | 1844              | Collection Rau for UNICEF Arp Museum Bahnhof Rolandseck |                                                           | |
|         | The Happy Lovers                                                                                          | 1844              | Museum of Fine Arts of Lyon | selvportræt                                               | træ skæg himmel par kvinde Gustave Courbet |
|         | The Man Made Mad with Fear                                                                                | 1844              | Nasjonalmuseet | selvportræt                                               | Gustave Courbet |
|         | Portrait de Juliette Courbet                                                                              | 1844              | Musée des Beaux-Arts de la ville de Paris | portræt                                                   | Juliette Courbet pige teenager siddende stilling fauteuil kjole kastanjebrunt hår langt hår caning gobelin draperi spejl urtepotte plante backrest armlæn blonde Rosacea rottehale |
|         | The Hammock                                                                                               | 1844              | Am Römerholz |                                                           | |
|         | Les amants dans la campagne. Sentiments du jeune âge                                                      | 1844              | Musée des Beaux-Arts de la ville de Paris | portræt                                                   | |
|         | Portrait of a Boy                                                                                         | 1840s             | Harvard Art Museums Fogg Museum | portræt                                                   | |
|         | Portrait de Paul Ansout                                                                                   | 1844              | Museum of Dieppe | portræt                                                   | |
|         | Prisonnier du dey d'Alger                                                                                 | 1844              | Musée Courbet |                                                           | |
|         | Selvportræt                                                                                               | 1840s             | Musée d'Orsay | selvportræt                                               | kunstmaler bælte Gustave Courbet |
|         | Bather Sleeping by a Brook                                                                                | 1845              | Detroit Institute of Arts |                                                           | |
|         | Portrait of a Young Woman                                                                                 | 1845              | Henry and Rose Pearlman collection Princeton University Art Museum | portræt                                                   | kvinde |
|         | The Volunteer's Farewell                                                                                  | 1845              | collection du musée des Beaux-Arts d'Argovie |                                                           | |
|         | Nude Woman Sleeping by a Stream                                                                           | 1845              | Am Römerholz |                                                           | |
|         | Sleeping Harvester, copy after Jean François de Troy                                                      | 1845              | Otani Memorial Art Museum, Nishinomiya City |                                                           | |
|         | Le Chemineau                                                                                              | 1845              | Museum of Fine Arts, Dole |                                                           | |
|         | Les Trois Soeurs de Courbet                                                                               | 1840s             | |                                                           | |
|         | Portrait of H. J. van Wisselingh                                                                          | 1846              | Kimbell Art Museum | portræt                                                   | |
|         | Self-portrait - Man with the pipe                                                                         | 1846              | Mohamed Mahmoud Khalil Museum | selvportræt                                               | Gustave Courbet |
|         | Portrait of madame Joliclerc                                                                              | 1846              | Jan Michiel Pieter Glerum collection | portræt                                                   | |
|         | The Cellist (Self-portrait)                                                                               | 1847              | Sveriges Nationalmuseum | selvportræt                                               | Gustave Courbet |
|         | Les Falaises de l'Essart-Cendrin                                                                          | 1847              | musée Jean-Léon Gérôme | landskabsmaleri                                           | |
|         | Saint Nicolas ressuscitant les petits enfants                                                             | 1847              | Musée Courbet Saules | religiøs kunst                                            | Sankt Nikolaus |
|         | Zélie Courbet                                                                                             | 1847              | Museu de Arte de São Paulo | portræt                                                   | Zélie Courbet |
|         | The Violoncellist                                                                                         | 1847              | Portland Art Museum |                                                           | |
|         | Wooded Landscape                                                                                          | 19th century      | Art Institute of Chicago | landskabsmaleri                                           | |
|         | Portrait of Baudelaire                                                                                    | 1848              | Musée Fabre | portræt                                                   | Charles Baudelaire bord bog Blækhus fjerpen seng læsning |
|         | After Dinner at Ornans                                                                                    | 1849 1840s        | Palais des beaux-arts de Lille | genrekunst                                                | violin pibe mand hund bord stol drikkeglas |
|         | Self-Portrait with Pipe                                                                                   | 1849              | Musée Fabre | selvportræt                                               | Gustave Courbet |
|         | Peasant Girl with a Scarf                                                                                 | 1849              | Norton Simon Museum |                                                           | |
|         | Standing Female Nude                                                                                      | 1849              | Getty Center |                                                           | |
|         | Head of a Sleeping Bacchante                                                                              | 1849              | Getty Center |                                                           | |
|         | A village at the egde of a wood.                                                                          | 1849              | National Museum in Warsaw | landskabsmaleri                                           | skov landsby |
|         | Chillon Castle                                                                                            | 1849              | National Museum in Warsaw | landskabsmaleri                                           | Château de Chillon bjerg |
|         | Landscape                                                                                                 | 19th century      | National Gallery | landskabsmaleri                                           | |
|         | Portrait of a Man                                                                                         | 19th century      | Fond E.G. Bührle Kunsthaus Zürich | portræt                                                   | mand |
|         | The Knife-Grinders                                                                                        | 1849              | Columbus Kunstmuseum |                                                           | |
|         | Weinlese in Ornans, unterhalb des Roche-du-Mont                                                           | 1849              | Am Römerholz |                                                           | |
|         | Quarry men                                                                                                | 1849              | Am Römerholz |                                                           | |
|         | Loue Valley, Stormy Weather                                                                               | 1849              | Musée des Beaux-Arts de Strasbourg | landskabsmaleri                                           | Loue tordenvejr dal |
|         | Marc Trapadoux examinant un livre d'estampes                                                              | 1849              | musée d'Art moderne de Troyes |                                                           | |
|         | Malerens atelier                                                                                          | 1850s             | Musée d'Orsay | genrekunst selvportræt gruppeportræt allegori figurmaleri | Gustave Courbet Ornans Alfred Bruyas Joseph-Pierre Proudhon Jules Champfleury Charles Baudelaire mand atelier Paris kvinde hund Panthéon læsning bog nøgenhed |
|         | Winter Landscape                                                                                          | 19th century      | Rijksmuseum | landskabsmaleri                                           | træ |
|         | Deer shed at dusk                                                                                         | 19th century      | Musée d'Orsay | landskabsmaleri dyrekunst                                 | kronhjort skovlysning tusmørke klippe |
|         | The Wave                                                                                                  | 19th century      | National Museum of Fine Arts of Cuba |                                                           | |
|         | At the Water Trough                                                                                       | 19th century      | Göteborgs konstmuseum | landskabsmaleri                                           | hus tamkvæg trough |
|         | Ein Begräbnis in Ornans.                                                                                  | 1850              | |                                                           | |
|         | Paysage sans ciel                                                                                         | 19th century      | Museum of Fine Arts of Reims | landskabsmaleri                                           | |
|         | Rochers, sapins, ruisseau                                                                                 | 19th century      | Museum of Fine Arts of Reims | landskabsmaleri                                           | |
|         | Pejzaż | 19th century      | Wawel Castle |                                                           | |
|         | Vue de la Tour de Farges                                                                                  | 19th century      | Musée Fabre | landskabsmaleri                                           | tårn Montpellier |
|         | Portrait of the painter Alfred Stevens                                                                    | 19th century      | Royal Museums of Fine Arts of Belgium | portræt                                                   | Alfred Stevens |
|         | Autoportrait                                                                                              | 1850              | Musée des beaux-arts et d’archéologie de Besançon | selvportræt                                               | Gustave Courbet |
|         | Stenhuggerne                                                                                              | 1850 1849         | Staatliche Kunstsammlungen Dresden | genrekunst                                                | mand dreng træsko stående knælende geologhammer sten klippe kurv bukser vest Seler dress shirt stråhat brunt hår arbejde landdistrikt dagbrud quarryman Børnearbejde himmel |
|         | Hector Berlioz                                                                                            | 1850              | Musée d'Orsay | portræt                                                   | Hector Berlioz mand brunt hår Romernæse musiker |
|         | Peasants from Flagey back from the Fair                                                                   | 1850              | Musée d'Orsay Musée des beaux-arts et d’archéologie de Besançon | genrekunst                                                | almue pisk kurv pose paraply svin okse landskab prostrate shrub bakke sky mand kvinde siddende stilling stående hest messe |
|         | Portrait of the Composer Hector Berlioz                                                                   | 1850              | Nasjonalmuseet | portræt                                                   | Hector Berlioz |
|         | The Apostle Jean Journet Setting Out for the Conquest of Universal Harmony                                | 1850              | National Gallery of Art Prints in the National Gallery of Art |                                                           | |
|         | Pompiers courant à un incendie                                                                            | 19th century      | Musée des Beaux-Arts de la ville de Paris | genrekunst stemningsmaleri                                | |
|         | Paysage                                                                                                   | 19th century      | Palais des beaux-arts de Lille |                                                           | |
|         | Portrait de l'apôtre Jean Journet partant à la conquête de l'harmonie universelle                         | 1850              | Kunstmuseum Bern | portræt                                                   | |
|         | Young Ladies of the Village                                                                               | 1850s             | Metropolitan Museum of Art | landskabsmaleri                                           | kvinde kurv landskabsmaleri parasol pige tamkvæg hund |
|         | Le jardin de l'abbaye de Loos-lez-Lille                                                                   | 1851              | Palais des beaux-arts de Lille |                                                           | vandløb løvtræ krydderurt have landskab Ædelgran |
|         | Two cows                                                                                                  | 1851              | Charles Sedelmeyer collection | landskabsmaleri                                           | tamkvæg |
|         | Portrait of a Man                                                                                         | 1851              | Sveriges Nationalmuseum | portræt                                                   | mand |
|         | Alphonse Promayet (1822–1872)                                                                             | 1851              | Metropolitan Museum of Art | portræt                                                   | mand portræt violin musiker |
|         | Self-Portrait                                                                                             | 1851              | Ny Carlsberg Glyptotek | selvportræt                                               | Gustave Courbet |
|         | Portrait of Adolphe Marlet                                                                                | 1851              | National Gallery of Ireland | portræt                                                   | mand |
|         | Les demoiselles de village                                                                                | 1851              | Leeds Art Gallery |                                                           | |
|         | Signora Adela Guerrero, Spanish Dancer                                                                    | 1851              | Royal Museums of Fine Arts of Belgium |                                                           | |
|         | Madame Auguste Cuoq (Mathilde Desportes, 1827–1910)                                                       | 1852              | Metropolitan Museum of Art | portræt                                                   | kvinde portræt |
|         | Narciso                                                                                                   | 1852              | Dr. Anastácio Gonçalves House-Museum |                                                           | |
|         | Dazing Woman                                                                                              | 1852              | Tottori Prefectural Museum |                                                           | |
|         | Self-Portrait                                                                                             | 1852              | Fine Arts Museums of San Francisco | selvportræt                                               | Gustave Courbet |
|         | Sommerlandschaft                                                                                          | 1850s             | Bayerische Staatsgemäldesammlungen | landskabsmaleri                                           | |
|         | Self-portrait                                                                                             | 1852              | Karen B. Cohen Collection | selvportræt                                               | Gustave Courbet |
|         | The Wrestlers                                                                                             | 1853              | Hungarian National Gallery |                                                           | |
|         | 眠る人 | 1853              | Chiba Prefectural Museum of Art |                                                           | |
|         | The Bathers                                                                                               | 1853              | Musée Fabre | genrekunst                                                | træ tekstil kvinde nøgenhed |
|         | The Sleeping Spinner                                                                                      | 1853              | Musée Fabre | genrekunst                                                | kvinde Spinding spinderok tekstil blomst søvn stol |
|         | Portrait of Alfred Bruyas                                                                                 | 1853              | Musée Fabre | portræt                                                   | Alfred Bruyas |
|         | Preparation of the Dead Girl                                                                              | 1850s             | Smith College Museum of Art | genrekunst                                                | |
|         | Portrait de Zélie Courbet                                                                                 | 1853              | Museum of Fine Arts of Nancy | portræt                                                   | Zélie Courbet |
|         | La fileuse endormie                                                                                       | 1853              | Musée d'Orsay Musée départemental d'Art ancien et contemporain Musées Nationaux Récupération                                                                                 |                                                           | |
|         | Hvedesigterne                                                                                             | 1850s             | Nantes kunstmuseum | Realisme                                                  | hvede si almue dreng pose kjole kurv dørgreb dør kvinde |
|         | Etude de femme (H. Bonion)                                                                                | 1854              | Musée Fabre | portræt                                                   | kvinde |
|         | Portrait de Bruyas de profil, 1854                                                                        | 1854              | Musée Fabre | portræt                                                   | Alfred Bruyas |
|         | The Meeting, or Bonjour, Monsieur Courbet!                                                                | 1854              | Musée Fabre | genrekunst selvportræt portræt                            | Alfred Bruyas langt hår rødt hår skæg stående assistive cane hat signetring bukser handske sko frakke butterfly hund hushjælp vest Kappe slips sixpence brunt hår Bakkenbart walrus moustache Gustave Courbet gamache dress shirt stok rygsæk malermateriale profil perdu vej Diligence træ himmel sky hilseform mand hat tip Korn-Valmue hovedvej hundehalsbånd gang landdistrikt møde |
|         | The Beach at Palavas                                                                                      | 1854              | Musée Fabre | marinemaleri                                              | hav strand Palavas-les-Flots mand himmel horisont |
|         | Coast Scene                                                                                               | 1854              | Philadelphia Museum of Art |                                                           | |
|         | self-portrait with Striped Collar                                                                         | 1854              | Musée Fabre | selvportræt                                               | Gustave Courbet |
|         | Portrait of Bruyas                                                                                        | 1854              | Musée Fabre | portræt                                                   | Alfred Bruyas |
|         | Young Ladies on the Bank of the Seine                                                                     | 1850s             | National Gallery |                                                           | |
|         | Les bords de la mer à Palavas                                                                             | 1854              | Museum of modern art André Malraux |                                                           | bark himmel Étretat Engelske Kanal marine sky landskab havbølge |
|         | La dormeuse                                                                                               | 1854              | Kunsthalle Bremen |                                                           | |
|         | The Homecoming                                                                                            | 1854              | Karen B. Cohen Collection |                                                           | |
|         | Rock of ten hours                                                                                         | 1855              | Musée d'Orsay Musées Nationaux Récupération | landskabsmaleri                                           | |
|         | The Brook of Les Puits-Noir                                                                               | 1855              | Art Institute of Chicago |                                                           | |
|         | Mère Grégoire                                                                                             | 1850s             | Art Institute of Chicago |                                                           | |
|         | Rocks at Mouthier                                                                                         | 1855              | The Phillips Collection |                                                           | |
|         | View of the Forest of Fontainebleau                                                                       | 1855              | Rijksmuseum | landskabsmaleri                                           | skov Fontainebleau træ |
|         | Portrait of Champfleury                                                                                   | 1855              | Musée d'Orsay | portræt                                                   | Jules Champfleury |
|         | View of Ornans                                                                                            | 1850s             | Metropolitan Museum of Art | landskabsmaleri                                           | mindre by flod landskabsmaleri |
|         | The Stream (Le Ruisseau du Puits-Noir; vallée de la Loue)                                                 | 1855              | National Gallery of Art | landskabsmaleri                                           | træ |
|         | Kæmpende hjorte i en skov                                                                                 | 19th century      | Statens Museum for Kunst |                                                           | stag |
|         | Det indre af en skov                                                                                      | 19th century      | Statens Museum for Kunst |                                                           | |
|         | Spanish Woman                                                                                             | 1855              | Philadelphia Museum of Art | portræt                                                   | |
|         | Château d'Ornans                                                                                          | 1855              | Minneapolis Institute of Art | landskabsmaleri                                           | |
|         | Bildnis einer Dame                                                                                        | 1855              | Bayerische Staatsgemäldesammlungen |                                                           | |
|         | Sitting dog on pillow                                                                                     | 1855              | Museum Langmatt Sidney and Jenny Brown Foundation |                                                           | |
|         | Clément Laurier                                                                                           | 1855              | Milwaukee Art Museum | portræt                                                   | Clément Laurier |
|         | A View Across the River                                                                                   | 1855              | Isabella Stewart Gardner Museum |                                                           | |
|         | Portrait de Max Buchon                                                                                    | 1855              | Musée Jenisch | portræt                                                   | Max Buchon |
|         | Branches fleuries et Fleurs                                                                               | 1855              | Hamburger Kunsthalle |                                                           | |
|         | Landschaft des Jura                                                                                       | 1855              | Kunstmuseum St. Gallen |                                                           | |
|         | Woody landscape                                                                                           | 19th century      | Singer Laren Kunsthandel Frans Buffa & Zonen |                                                           | |
|         | Portrait de femme                                                                                         | 1855              | Musée des Beaux-Arts de la ville de Paris | portræt                                                   | kvinde |
|         | Portrait of André Grangier                                                                                | 1855              | Musée des beaux-arts de Marseille | portræt                                                   | |
|         | La Voyante                                                                                                | 1855              | Musée des beaux-arts et d’archéologie de Besançon | figurmaleri                                               | |
|         | The three willows                                                                                         | 19th century      | Jan Michiel Pieter Glerum collection | landskabsmaleri                                           | |
|         | Landscape near Ornans                                                                                     | 1855              | Royal Museums of Fine Arts of Belgium |                                                           | |
|         | Le ruisseau du Puits noir                                                                                 | 1855              | Musée des beaux-arts de Montréal |                                                           | |
|         | Deer Running in the Snow                                                                                  | 1850s             | Bridgestone Museum of Art | dyrekunst                                                 | |
|         | The Fringe of the Forest                                                                                  | 1856              | Philadelphia Museum of Art | landskabsmaleri                                           | skov |
|         | La Meuse à Freyr                                                                                          | 1856              | Palais des beaux-arts de Lille |                                                           | Belgien birk klippe løvtræ Maas landskab eng |
|         | Woman in a Riding Habit (L'Amazone)                                                                       | 1856              | Metropolitan Museum of Art | portræt                                                   | kvinde portræt |
|         | La Bretonnerie in the Department of Indre                                                                 | 1856              | National Gallery of Art |                                                           | træ |
|         | Study for Les Demoiselles des bords de la Seine (Été) on the banks of the Seine (Summer)                  | 1856              | National Gallery of Australia |                                                           | |
|         | La Roche à Bayard, Dinant                                                                                 | 1856              | Fitzwilliam Museum |                                                           | Rocher Bayard Dinant Maas klippe |
|         | Portrait de Mme Charles Maquet                                                                            | 1856              | Staatsgalerie Stuttgart | portræt                                                   | |
|         | Paysage aux lavandières                                                                                   | 1856              | Musée des beaux-arts de Marseille |                                                           | |
|         | Portrait of madame Léon Fontaine, born Laure Janné                                                        | 1856              | Royal Museums of Fine Arts of Belgium | portræt                                                   | |
|         | The Quarry                                                                                                | 1857              | Museum of Fine Arts Boston |                                                           | |
|         | Young Ladies on the bank of the Seine – fragment of a painting (Woman with Flowers on Her Hat)            | 1857              | Nationalgalleriet i Prag |                                                           | |
|         | Le pont d'Ambrussum                                                                                       | 1857              | Musée Fabre | landskabsmaleri                                           | mand bro Pont Ambroix |
|         | Les Étangs à Palavas                                                                                      | 1857              | Musée Fabre | landskabsmaleri                                           | Palavas-les-Flots artificial pond Pic Saint-Loup |
|         | Piger ved Seinens bred                                                                                    | 1857              | Musée des Beaux-Arts de la ville de Paris | genrekunst                                                | kvinde Seinen træ |
|         | Lying roe                                                                                                 | 1857              | Musée d'Orsay Musées Nationaux Récupération Munich Central Collecting Point                                                                                                  | dyrekunst                                                 | rådyr |
|         | Meerlandschaft am weiten Strand                                                                           | 1857              | Musée d'Orsay Musées Nationaux Récupération Wallraf-Richartz-Museum | landskabsmaleri                                           | |
|         | Hunting Dogs with Dead Hare                                                                               | 1857              | Metropolitan Museum of Art |                                                           | træ jagt skov kanin hund |
|         | Louis Gueymard (1822–1880) as Robert le Diable                                                            | 1857              | Metropolitan Museum of Art | portræt                                                   | mand portræt skuespiller Louis Gueymard |
|         | Portrait of a Young Girl                                                                                  | 1857              | National Gallery of Art | portræt                                                   | |
|         | Valley | 1857              | Philadelphia Museum of Art | landskabsmaleri                                           | |
|         | The Mediterranean                                                                                         | 1857              | The Phillips Collection |                                                           | |
|         | Landscape With Figures                                                                                    | 1857              | Lehigh University Art Galleries |                                                           | |
|         | The Hunt Breakfast                                                                                        | 1858              | Wallraf-Richartz-Museum | genrekunst                                                | jæger deer morgenmad |
|         | Portrait of a lady, seated in a parc (La dame de Francfort)                                               | 1858              | Wallraf-Richartz-Museum | portræt                                                   | |
|         | Bathers (Baigneuses)                                                                                      | 1858              | Musées Nationaux Récupération | Akt                                                       | kvinde |
|         | View of Frankfurt am Main                                                                                 | 1858              | Städel | bylandskabsbillede                                        | |
|         | Madame Frederic Breyer                                                                                    | 1858              | Metropolitan Museum of Art | portræt                                                   | kvinde portræt |
|         | A Brook in the Forest                                                                                     | 19th century      | Metropolitan Museum of Art | landskabsmaleri                                           | skov bæk landskabsmaleri |
|         | Sleeping Nude                                                                                             | 1858              | Nationalmuseum for vestlig kunst |                                                           | |
|         | Landscape with a Dead Horse                                                                               | 19th century 1855 | Eremitagen | landskabsmaleri                                           | woodland hest |
|         | Woman with Gloves                                                                                         | 1858              | National Gallery of Canada |                                                           | |
|         | The Valley of Ornans                                                                                      | 1858              | Saint Louis Art Museum |                                                           | |
|         | Hanging roe deer                                                                                          | 1858              | The Mesdag Collection private collection Hendrik Willem Mesdag |                                                           | |
|         | Hilly landscape                                                                                           | 1850s             | The Mesdag Collection private collection Hendrik Willem Mesdag | landskabsmaleri                                           | |
|         | The Mill at Scey-en-Varais                                                                                | 1858              | Shimane Art Museum |                                                           | |
|         | After the Hunt                                                                                            | 1859              | Metropolitan Museum of Art |                                                           | mand fugle jagt hund ræv kanin |
|         | The German Huntsman                                                                                       | 1859              | Musée des Beaux-Arts de Lons-le-Saunier |                                                           | træ kronhjort hat jagt hund vand skov |
|         | In the Forest                                                                                             | 1859              | National Gallery Hugh Lane Gallery |                                                           | |
|         | Bouquet of Asters                                                                                         | 1859              | Kunstmuseum Basel |                                                           | |
|         | Fox in the Snow                                                                                           | 1860              | Dallas Museum of Art | dyrekunst                                                 | ræv Gnavere sne træ klippe |
|         | The Wave                                                                                                  | 1860s             | Alte Nationalgalerie | marinemaleri                                              | |
|         | A Young Woman Reading                                                                                     | 1860s             | National Gallery of Art The Chester Dale Collection | genrekunst                                                | young adult woman læsning |
|         | Winter at Ornans                                                                                          | 19th century      | McLean Museum |                                                           | |
|         | Winter landscape at Ornans                                                                                | 1860s             | Von der Heydt Museum |                                                           | |
|         | Le Renard pris au piège                                                                                   | 1860              | Musée Courbet | dyrekunst                                                 | ræv |
|         | Fox Caught in a Trap                                                                                      | 1860              | Nationalmuseum for vestlig kunst Matsukata Collection |                                                           | ræv fældefangst |
|         | The Diligence in the Snow                                                                                 | 1860              | National Gallery Hugh Lane Gallery |                                                           | |
|         | Drei Schulmädchen                                                                                         | 1860              | Österreichische Galerie Belvedere |                                                           | |
|         | Der Politiker Emile Ollivier                                                                              | 1860              | Bayerische Staatsgemäldesammlungen |                                                           | |
|         | Ornans, Birthplace of the Artist                                                                          | 1860              | National Gallery of Art Corcoran Gallery of Art |                                                           | |
|         | The Forest in Winter                                                                                      | 1860              | Cincinnati Art Museum | landskabsmaleri                                           | |
|         | Portrait of a Woman: Juliette Courbet                                                                     | 1860              | Saint Louis Art Museum | portræt                                                   | |
|         | Marine | 1860              | Columbus Kunstmuseum |                                                           | |
|         | Le chasseur Maréchal                                                                                      | 1860              | Mohamed Mahmoud Khalil Museum | portræt                                                   | |
|         | A Mountain Stream                                                                                         | 1860              | Arnot Art Museum |                                                           | |
|         | Valley of the Loue, near Ornans                                                                           | 1860              | Bristol City Museum & Art Gallery |                                                           | |
|         | Village Girl and Goat                                                                                     | 1860              | Kunstmuseum Bern Munich Central Collecting Point |                                                           | |
|         | La roche Oraguay, vallon de Maisières, Doubs                                                              | 1860              | Museum Folkwang |                                                           | |
|         | Rehbock                                                                                                   | 1860              | Osthaus-Museum Hagen |                                                           | |
|         | Marée montante                                                                                            | 1860              | château-musée de Boulogne-sur-Mer |                                                           | |
|         | Portrait de femme                                                                                         | 1860              | Kunstmuseum Bern | portræt                                                   | |
|         | Portrait of a Girl from Salins                                                                            | 1860              | Musée Courbet | portræt                                                   | |
|         | La Villageoise au chevreau                                                                                | 1860              | Musée Courbet |                                                           | |
|         | Femme nue au chien                                                                                        | 1860s             | Musée d'Orsay | Akt                                                       | sål kvinde nøgenhed siddende stilling brunt hår hofte langt hår overvægt steatomery kys puddelhund tå barfodet Zoofili gardin draperi bred vandområde hund kæledyr bryst Léontine Renaude træ himmel sky måneskin landskab vandløb |
|         | Les Ateliers de Tréfilerie de la Loue, près d’Ornans                                                      | 1861              | Ordrupgaard |                                                           | Loue værksted landskab |
|         | Le Cerf à l'eau                                                                                           | 1861              | Musée d'Orsay |                                                           | |
|         | Le Rut du printemps. Combat de cerfs                                                                      | 1861              | Musée d'Orsay | landskabsmaleri dyrekunst                                 | kronhjort skov |
|         | Charles Suisse                                                                                            | 1861              | Metropolitan Museum of Art | portræt                                                   | mand portræt |
|         | The cave                                                                                                  | 1861              | Stedelijk Museum |                                                           | |
|         | Portrait of M. Usquin                                                                                     | 1861              | Carnegie Museum of Art | portræt                                                   | |
|         | Durchgehendes Pferd                                                                                       | 1861              | Bayerische Staatsgemäldesammlungen | dyrekunst                                                 | hest |
|         | Deer by Water                                                                                             | 1861              | Musée des beaux-arts de Marseille | dyrekunst                                                 | |
|         | By the lake                                                                                               | 1861              | The Mesdag Collection private collection Hendrik Willem Mesdag | landskabsmaleri                                           | |
|         | Kilden | 1862              | Metropolitan Museum of Art | Akt                                                       | kvinde nøgenhed brunt hår langt hår ryg bryst talje hofte Venus' smilehuller bagdel intergluteale kløft gluteal sulcus kilde vandfald vandløb landdistrikt stående Akt |
|         | A Brook in a Clearing (possibly "Brook, Valley of Fontcouverte; Study")                                   | 1862              | Metropolitan Museum of Art | landskabsmaleri                                           | træ skov bæk |
|         | Trellis                                                                                                   | 1862              | Toledo Museum of Art |                                                           | |
|         | The Charente at Port-Bertaud                                                                              | 1862              | Fitzwilliam Museum |                                                           | |
|         | Portrait of Hippolyte (Pradelles?)                                                                        | 1862              | The Mesdag Collection private collection Hendrik Willem Mesdag | portræt                                                   | menneske |
|         | Portrait of Pierre-Auguste Fajon                                                                          | 1862              | Musée Fabre | portræt                                                   | mand |
|         | Nøgen kvinde tilbagelænet                                                                                 | 1862              | No/unknown value | Akt                                                       | kvinde liggende stocking nøgenhed ørering langt hår sko gardin sofa draperi vindue himmel sky mule glatbarbering armhule strømpebånd talje hofte Venusbjerg |
|         | Portrait of a Man                                                                                         | 19th century      | Metropolitan Museum of Art | portræt                                                   | mand portræt |
|         | Bouquet of Flowers in a Vase                                                                              | 1862              | J. Paul Getty Museum | stilleben                                                 | blomst |
|         | Rêverie (Portrait of Gabrielle Borreau)                                                                   | 1862              | Art Institute of Chicago | portræt                                                   | |
|         | Stream in the Forest                                                                                      | 1862              | Museum of Fine Arts Boston |                                                           | |
|         | La Charente, Port-Berteau                                                                                 | 1862              | Philadelphia Museum of Art | landskabsmaleri                                           | |
|         | Portrait of Anika Psalmon, Mrs. Robin                                                                     | 1862              | Minneapolis Institute of Art | portræt                                                   | |
|         | La Ronde Enfantine                                                                                        | 1862              | Fitzwilliam Museum |                                                           | |
|         | Landscape                                                                                                 | 19th century      | Rhode Island School of Design Museum | landskabsmaleri                                           | |
|         | The Shaded Stream at Le Puits Noir                                                                        | 1860s             | Baltimore Museum of Art |                                                           | vandløb klippe træ |
|         | Paysage de Saintonge                                                                                      | 1862              | Smith College Museum of Art |                                                           | |
|         | L'âne | 19th century      | Musée des Beaux-Arts de la ville de Paris |                                                           | |
|         | Head of a girl                                                                                            | 1862              | Museum Gouda | portræt                                                   | kvinde |
|         | Le parc de Rochemont                                                                                      | 1862              | Fop Smit collection |                                                           | |
|         | Flower still life                                                                                         | 1862              | No/unknown value | stilleben                                                 | blomsterbuket |
|         | The Sculptor Louis-Joseph Leboeuf                                                                         | 1862              | Karen B. Cohen Collection | portræt                                                   | |
|         | Le Rocher isolé                                                                                           | 1862              | Brooklyn Museum |                                                           | |
|         | Fleurs sur un banc                                                                                        | 1862              | Musée d'Art et d'Histoire de Geneva Jean-Louis Prevost Foundation |                                                           | |
|         | Seashore                                                                                                  | 1863              | National Museum in Warsaw | landskabsmaleri                                           | kyst strand hav sejlbåd |
|         | The source of the Loue                                                                                    | 1863              | |                                                           | |
|         | The Source of the Loue                                                                                    | 1863              | Kunsthaus Zürich |                                                           | kilde |
|         | Flowers (Сamellias, Tulips,Irises and Other Flowers in Two Pots)                                          | 1863              | Eremitagen | stilleben                                                 | blomsterbuket blomst |
|         | Vase of Lilacs, Roses, and Tulips                                                                         | 1863              | Norton Simon Museum | stilleben                                                 | Almindelig Syren rose tulip |
|         | Pferd im Walde                                                                                            | 1860s             | Kunsthalle Mannheim | dyrekunst                                                 | hest hund |
|         | Nude with Flowering Branch                                                                                | 1863              | Metropolitan Museum of Art | Akt                                                       | blomst Akt |
|         | Le pont du moulin (source de la Loue)                                                                     | 1863              | Gemeentemuseum Den Haag |                                                           | |
|         | The Spring of léri in Chassagne                                                                           | 1863              | Hungarian National Gallery | landskabsmaleri                                           | |
|         | Mme L... (Laure Borreau)                                                                                  | 1863              | Cleveland Museum of Art |                                                           | |
|         | The Sculptor Louis-Joseph Lebœuf                                                                          | 1863              | Fond E.G. Bührle Kunsthaus Zürich | portræt                                                   | Louis Joseph Leboeuf |
|         | Lily and Gillyflower                                                                                      | 1863              | Burrell Collection |                                                           | |
|         | Baskets of Flowers                                                                                        | 1863              | Kelvingrove Art Gallery and Museum |                                                           | |
|         | Flower still-life                                                                                         | 1863              | Am Römerholz | stilleben                                                 | blomst |
|         | The Return from the Meeting                                                                               | 1863              | Kunstmuseum Basel |                                                           | |
|         | Portrait de Monsieur Corbinaud                                                                            | 1863              | Musée des Beaux-Arts de la ville de Paris | portræt                                                   | |
|         | Seaside landscape                                                                                         | 1863              | National Museum in Warsaw |                                                           | |
|         | Magnolias                                                                                                 | 1863              | Kunsthalle Bremen |                                                           | |
|         | De hvide strømper                                                                                         | 1864              | Barnes Foundation | Akt                                                       | kvinde nøgenhed stocking brunt hår langt hår øjenbryn siddende stilling smil blå bryst brystvorte bagdel intergluteale kløft bred plante vandløb sko strømpebånd sål barfodet |
|         | The Oak at Flagey                                                                                         | 1864              | Musée Courbet |                                                           | |
|         | The Dead Fox                                                                                              | 1864              | Sveriges Nationalmuseum |                                                           | |
|         | The 'Mirror' on the River Loue at Scey-en-Varais, near Ornans                                             | 1864              | San Diego Museum of Art | landskabsmaleri                                           | Loue refleksion Scey-Maisières sky klippe træ græs sø optisk reflektion poplar klippe bred løvtræ modlys |
|         | Grotto of Sarrazine near Nans-sous-Sainte-Anne                                                            | 1864              | J. Paul Getty Museum |                                                           | |
|         | Landscape in the Jura                                                                                     | 1864              | Fine Arts Museums of San Francisco | landskabsmaleri                                           | |
|         | Woman with a Cat                                                                                          | 1864              | Worcester Art Museum | portræt                                                   | kvinde kat |
|         | Hunter on Horseback                                                                                       | 1864              | Yale University Art Gallery | rytterportræt                                             | |
|         | The Dream, Venus and Psyche                                                                               | 1864              | | mytologisk maleri                                         | |
|         | Scène de chasse sous la neige                                                                             | 1864              | Musée de la Chasse et de la Nature | genrekunst dyrekunst                                      | |
|         | La Grotte Sarrazine                                                                                       | 1864              | Musée des Beaux-Arts de Lons-le-Saunier | landskabsmaleri                                           | Grotte Sarrazine |
|         | Portrait de Béatrice Bouvet                                                                               | 1864              | Amgueddfa Cymru – National Museum Wales | portræt                                                   | |
|         | Chasseurs dans la neige                                                                                   | 1860s             | Musée d'Orsay Musée des beaux-arts et d’archéologie de Besançon Musées Nationaux Récupération                                                                                | landskabsmaleri                                           | |
|         | Waterfalls                                                                                                | 1864              | Musée d'Orsay Musée des beaux-arts et d’archéologie de Besançon Musées Nationaux Récupération Führermuseum Munich Central Collecting Point                                   | landskabsmaleri                                           | |
|         | The Source of the Loue                                                                                    | 1864              | Metropolitan Museum of Art | landskabsmaleri                                           | flod |
|         | La Grotte de la Loue                                                                                      | 1864              | National Gallery of Art | landskabsmaleri                                           | |
|         | Rochers                                                                                                   | 1864              | Museo Nacional de Bellas Artes |                                                           | |
|         | A River in a Mountain Gorge                                                                               | 1864              | National Galleries Scotland |                                                           | |
|         | The Great Bridge                                                                                          | 1864              | Yale University Art Gallery |                                                           | |
|         | A Brook at Le puits noir, near Ornans                                                                     | 1864              | Fogg Museum Harvard Art Museums |                                                           | |
|         | The Source of the Loue                                                                                    | 1864              | Buffalo AKG Art Museum |                                                           | |
|         | Landscape Near Ornans                                                                                     | 1864              | Toledo Museum of Art | landskabsmaleri                                           | |
|         | View at Ornans                                                                                            | 1864              | Bowes Museum | landskabsmaleri                                           | landskab |
|         | Bauernhof am Ufer eines Teiches                                                                           | 1864              | Am Römerholz |                                                           | |
|         | The Grotto of the Loue                                                                                    | 1864              | Hamburger Kunsthalle |                                                           | |
|         | Die Brücke                                                                                                | 1864              | Hamburger Kunsthalle |                                                           | |
|         | Solitude                                                                                                  | 1864              | Hamburger Kunsthalle |                                                           | |
|         | La roche pourrie                                                                                          | 1864              | musée Max Claudet |                                                           | |
|         | Study for Venus in Venus and Psyche                                                                       | 1860s             | Birmingham Museums Trust |                                                           | |
|         | Madame Buchon                                                                                             | 1864              | Musée des Beaux-Arts de la ville de Paris | relief                                                    | |
|         | Cascade sous bois                                                                                         | 1864              | Musée de Grenoble |                                                           | |
|         | La Réflexion                                                                                              | 1864              | Musée de la Chartreuse de Douai | portræt allegori                                          | |
|         | Béatrice Bouvet                                                                                           | 1864              | Amgueddfa Cymru – National Museum Wales |                                                           | |
|         | Die Quelle des Lison                                                                                      | 1864              | Alte Nationalgalerie |                                                           | |
|         | Femme endormie aux cheveux roux                                                                           | 1864              | No/unknown value |                                                           | |
|         | Le Saut-du-Doubs                                                                                          | 1864              | Karen B. Cohen Collection |                                                           | |
|         | The sources of the Loue                                                                                   | 1864              | Royal Museums of Fine Arts of Belgium |                                                           | |
|         | The Whatermill                                                                                            | 1864              | Pusjkinmuseet |                                                           | |
|         | Madame Félicie Buchon                                                                                     | 1864              | Von der Heydt Museum | portræt                                                   | |
|         | Deer by the river                                                                                         | 1864              | Yamanashi Prefectural Museum of Art |                                                           | |
|         | The Gust of Wind                                                                                          | 1865              | Museum of Fine Arts, Houston | landskabsmaleri                                           | skov vind |
|         | Kvinde tilbagelænet                                                                                       | 1865 1860s        | Eremitagen | Akt                                                       | |
|         | Portrait of Countess Karoly                                                                               | 1865              | No/unknown value | portræt                                                   | |
|         | Jo, the beautiful Irish Girl                                                                              | 1860s             | Metropolitan Museum of Art | portræt                                                   | kvinde spejl portræt Joanna Hiffernan |
|         | The Deer                                                                                                  | 1865              | Metropolitan Museum of Art | landskabsmaleri                                           | vinter hjort sne landskabsmaleri |
|         | The Sea                                                                                                   | 19th century      | Metropolitan Museum of Art | marinemaleri                                              | marinemaleri sky himmel |
|         | The Black Rocks at Trouville                                                                              | 1860s             | National Gallery of Art |                                                           | |
|         | Jo, the Beautiful Irish Girl                                                                              | 1865              | | portræt                                                   | Joanna Hiffernan |
|         | Low Tide at Trouville                                                                                     | 1865              | Walker Art Gallery |                                                           | |
|         | Landscape with a Waterfall                                                                                | 1865              | Yale University Art Gallery | landskabsmaleri                                           | |
|         | A Waterfall Near Ornans                                                                                   | 1865              | |                                                           | |
|         | Landscape near Ornans.                                                                                    | 1865              | National Museum in Warsaw |                                                           | |
|         | Une papeterie à Ornans                                                                                    | 1865              | institut Gutave Courbet | bylandskabsbillede                                        | vandmølle |
|         | Le ruisseau de la Brême                                                                                   | 1865              | Musée des beaux-arts et d’archéologie de Besançon |                                                           | |
|         | Le Puits-Noir                                                                                             | 1865              | Musée des beaux-arts et d’archéologie de Besançon | bylandskabsbillede                                        | |
|         | 嵐 | 1865              | Chiba Prefectural Museum of Art |                                                           | |
|         | Le ruisseau noir                                                                                          | 1865              | Musée d'Orsay | landskabsmaleri                                           | vandløb skov landskab |
|         | The Stream at Puits-Noir                                                                                  | 1860s             | Musée des Augustins |                                                           | løvtræ landskab bæk |
|         | Portrait of Madame Proudhon                                                                               | 1865              | Musée d'Orsay | portræt                                                   | Euphrasie Proudhon kvinde |
|         | Pierre-Joseph Proudhon                                                                                    | 1865              | Musée d'Orsay | portræt                                                   | Joseph-Pierre Proudhon mand blond skaldethed skæg walrus moustache briller Diplomatfrakke blik rettet mod betragter politiker filosof |
|         | Proudhon and His Children                                                                                 | 1865              | Musée des Beaux-Arts de la ville de Paris | family portrait                                           | Joseph-Pierre Proudhon |
|         | The Fishing Boat                                                                                          | 1865              | Metropolitan Museum of Art | marinemaleri                                              | båd |
|         | Cliffs on the Sea Coast: Small Beach, Sunrise (Falaise au bord de la mer, vu Petite Plage, soleil levant) | 1865              | Art Institute of Chicago |                                                           | |
|         | Winter landscape with a deer.                                                                             | 1860s             | National Museum in Warsaw | landskabsmaleri                                           | Cervus vinter træ |
|         | Trees in the Snow                                                                                         | 1865              | National Galleries Scotland |                                                           | |
|         | Der schattige Bach                                                                                        | 1865              | Österreichische Galerie Belvedere |                                                           | |
|         | Head of Baby (Tête d'enfant)                                                                              | 1865              | Barnes Foundation |                                                           | |
|         | Landschaft bei Maizières                                                                                  | 1865              | Bayerische Staatsgemäldesammlungen | landskabsmaleri                                           | |
|         | Stream of the Black Pond                                                                                  | 1865              | McNay Art Museum |                                                           | |
|         | Forest Landscape                                                                                          | 1865              | McNay Art Museum | landskabsmaleri                                           | |
|         | Franche-Comté Valley, near Ornans                                                                         | 1860s             | Museum of Modern Art, Ibaraki |                                                           | |
|         | Gorge in a Forest (The Black Well)                                                                        | 1860s             | Oklahoma City Museum of Art |                                                           | |
|         | Puits Noir                                                                                                | 1865              | Shizuoka Prefectural Museum of Art |                                                           | |
|         | Three young Englishwomen by a Window                                                                      | 1865              | Ny Carlsberg Glyptotek |                                                           | |
|         | Valley of the Loue                                                                                        | 1865              | Des Moines Art Center | landskabsmaleri                                           | |
|         | The Stream at Le Puits Noir                                                                               | 1865              | Columbus Kunstmuseum |                                                           | |
|         | M. Nodler, the Elder at Trouville                                                                         | 1865              | Smith College Museum of Art | portræt                                                   | |
|         | Woman with a Parasol, Mademoiselle Aubé de la Holde                                                       | 1865              | Burrell Collection |                                                           | |
|         | Portrait of a Woman                                                                                       | 1865              | Kelvingrove Art Gallery and Museum | portræt                                                   | kvinde |
|         | Felsige Landschaft mit Rehen                                                                              | 1865              | Staatliche Kunsthalle Karlsruhe |                                                           | |
|         | La Femme au podoscaphe                                                                                    | 1865              | Murauchi Art Museum |                                                           | |
|         | Landscape with Snow                                                                                       | 1865              | Denver Art Museum |                                                           | |
|         | Beach near Trouville                                                                                      | 1865              | Wallraf-Richartz-Museum | landskabsmaleri                                           | |
|         | Le puits noir                                                                                             | 1865              | Saarland Museum |                                                           | |
|         | Forest Cave                                                                                               | 1865              | Nationalgalleriet i Prag |                                                           | |
|         | Grotto of the Black Well                                                                                  | 1865              | Karen B. Cohen Collection |                                                           | |
|         | Portrait of Jo                                                                                            | 1865              | Karen B. Cohen Collection | portræt                                                   | Joanna Hiffernan |
|         | The Girl with the Seagulls, Trouville                                                                     | 1865              | Karen B. Cohen Collection |                                                           | |
|         | The Beach at Trouville                                                                                    | 1865              | Peindre en Normandie | marinemaleri                                              | |
|         | La remise des chevreuils au ruisseau de Plaisir-Fontaine                                                  | 1865              | Royal Museums of Fine Arts of Belgium |                                                           | |
|         | Palisade and Cascade                                                                                      | 1865              | Lyman Allyn Art Museum |                                                           | |
|         | La Loue à la Scey-en-Varais                                                                               | 1865              | Musée Courbet |                                                           | |
|         | Stormy sea                                                                                                | 1865              | Yamanashi Prefectural Museum of Art |                                                           | |
|         | Beach at Trouville, low tide                                                                              | 1865              | Kerry Stokes Collection |                                                           | |
|         | The Little Brook                                                                                          | 1865              | Museum voor Schone Kunsten | landskabsmaleri                                           | |
|         | Jo, the Beautiful Irish Girl                                                                              | 1866              | Sveriges Nationalmuseum | portræt                                                   | rødt hår spejl kvinde pige Joanna Hiffernan |
|         | La Remise des chevreuils en hiver                                                                         | 1866              | Museum of Fine Arts of Lyon |                                                           | |
|         | The Water Stream, La Brème                                                                                | 1866              | Thyssen-Bornemisza Museum |                                                           | |
|         | Solitude or the covered stream                                                                            | 1866              | Musée Fabre | landskabsmaleri                                           | flod skov Doubs |
|         | Vildsporet, jagtscene med rådyr, (Franche-Comté, 1866)                                                    | 1866              | Ordrupgaard | dyrekunst                                                 | rådyr skov sne |
|         | Marine | 1866 1865         | Norton Simon Museum | marinemaleri                                              | kyst |
|         | Baigneuse                                                                                                 | 1860s             | No/unknown value |                                                           | |
|         | La Pauvresse de village                                                                                   | 1866              | National Gallery of Art |                                                           | |
|         | Hunters in the Snow                                                                                       | 1866              | Murauchi Art Museum |                                                           | |
|         | De sovende                                                                                                | 1866              | Musée des Beaux-Arts de la ville de Paris | genrekunst Akt                                            | kvinde par lesbianisme Joanna Hiffernan søvn knus liggende nøgenhed seng brunt hår blond langt hår pearl necklace sengelinned kam nightstand Karaffel kop console vase blomsterbuket bagdel bryst intergluteale kløft gluteal sulcus Venus' smilehuller gardin draperi Areola brystvorte hovedpude underarm hair soveværelse lovers' embrace Constance Quéniaux                         |
|         | Verdens oprindelse                                                                                        | 1866              | Musée d'Orsay | Akt allegori figurmaleri                                  | Vulva sengelinned thigh bughule seng bryst kønsbehåring nøgenhed kvinde liggende navle Areola brystvorte Underben Constance Quéniaux |
|         | Kvinde med papegøje                                                                                       | 1866              | Metropolitan Museum of Art | Akt                                                       | kvinde Psittacidae perch liggende seng draperi langt hår rødt hår smil navle Joanna Hiffernan fuglevinge bryst sengelinned Akt papegøje |
|         | Running deer in Plaisir-Fontaine creek                                                                    | 1866              | Musée d'Orsay | landskabsmaleri dyrekunst                                 | rådyr vandløb skov vadested |
|         | The Weir at the Mill                                                                                      | 1866              | Alte Nationalgalerie |                                                           | |
|         | The Young Bather                                                                                          | 1866              | Metropolitan Museum of Art | genrekunst Akt                                            | kvinde nøgenhed bæk nøgenbadning rødt hår langt hår landdistrikt prostrate shrub armhule underarm hair bryst Areola brystvorte talje hofte overvægt bagdel barfodet tå bred træ smil skov stamme gren blad vandfald himmel steatomery stående underskov vask badning malleolus Venusbjerg Akt                                                                                           |
|         | Calm Sea                                                                                                  | 1866              | National Gallery of Art | marinemaleri                                              | |
|         | The Promenade                                                                                             | 1866              | National Gallery of Art |                                                           | |
|         | Marine | 1866              | Philadelphia Museum of Art | marinemaleri                                              | |
|         | Der Verwundete                                                                                            | 1866              | Österreichische Galerie Belvedere |                                                           | |
|         | The Glen at Ornans (Bords du Doubs; Effet d’Automne)                                                      | 1866              | Yale University Art Gallery |                                                           | |
|         | The Cliffs at Étretat                                                                                     | 1866              | National Gallery of Canada |                                                           | |
|         | Winter Landscape with Deer                                                                                | 1866              | Fond E.G. Bührle Kunsthaus Zürich |                                                           | |
|         | Bord de mer avec rochers                                                                                  | 1866              | Musée d'Art et d'Histoire |                                                           | |
|         | The Murder Of Desdemona                                                                                   | 1866              | Menard Art Museum |                                                           | |
|         | Snow Landscape with Wild Boar                                                                             | 1866              | Ny Carlsberg Glyptotek |                                                           | |
|         | The Greyhounds of the Comte de Choiseul                                                                   | 1866              | Saint Louis Art Museum |                                                           | |
|         | Autumn | 1866              | Portland Art Museum |                                                           | |
|         | Sleeping girl                                                                                             | 1866              | The Mesdag Collection private collection Hendrik Willem Mesdag |                                                           | |
|         | Landscape in the Jura                                                                                     | 1866              | Virginia Kunstmuseum | landskabsmaleri                                           | |
|         | Portrait of M. Nodler, the Younger                                                                        | 1866              | Michele & Donald D'Amour Museum of Fine Arts | portræt                                                   | |
|         | Im Wald mit Bach                                                                                          | 1866              | Am Römerholz |                                                           | |
|         | schlafende Nymphe                                                                                         | 1866              | Am Römerholz | mytologisk maleri                                         | |
|         | Das Erwachen                                                                                              | 1866              | Kunstmuseum Bern |                                                           | |
|         | Chevreuils sous bois                                                                                      | 1866              | University of Michigan Museum of Art |                                                           | |
|         | Bach der Lustfontäne                                                                                      | 1866              | Flint Institute of Arts |                                                           | |
|         | Paysage avec chevreuil                                                                                    | 1866              | Musée d'Orsay Musées Nationaux Récupération |                                                           | |
|         | Paysage de neige dans le Jura, avec chevreuil                                                             | 1866              | musée d'Art moderne de Troyes | vinterlandskab                                            | |
|         | Le Réveil                                                                                                 | 1866              | Kunstmuseum Bern |                                                           | |
|         | Jumping deer                                                                                              | 1866              | Pusjkinmuseet |                                                           | |
|         | Effet de coucher de soleil : la plage de Trouville                                                        | 1866              | Wadsworth Atheneum |                                                           | |
|         | Landschaft mit Wasserfall                                                                                 | 1866              | Leopold Museum |                                                           | |
|         | Küstenlandschaft                                                                                          | 1866              | Leopold Museum |                                                           | |
|         | The Edge of the Pool                                                                                      | 1867              | Brooklyn Museum |                                                           | |
|         | The Beach at Saint-Aubin-sur-Mer                                                                          | 1867              | Thyssen-Bornemisza Museum |                                                           | |
|         | Autumn Sea                                                                                                | 1867              | Ohara Museum of Art |                                                           | |
|         | Portrait of Mrs. Andler                                                                                   | 1867              | Musée des Beaux-Arts de Morlaix | portræt                                                   | |
|         | Portrait of Amand Gautier (1825-1894), painter                                                            | 1867              | Palais des beaux-arts de Lille | portræt                                                   | Armand Gautier kunstmaler |
|         | Killing a Deer                                                                                            | 1867              | Musée d'Orsay Louvre Musée des beaux-arts et d’archéologie de Besançon | genrekunst landskabsmaleri                                | landdistrikt sne vinter træ jæger hest ridning jagthund kronhjort Félix Gaudy parforcejagt mand himmel sky stående pisk Ædelgran agoni bid Parforce-horn Overskæg skæg gamache støvle alvorlig traume kyse sixpence hund musikinstrument |
|         | Le Chevreuil chassé aux écoutes, printemps                                                                | 1867              | Musée d'Orsay | landskabsmaleri dyrekunst                                 | rådyr willow |
|         | Landscape under snow (Paysage sous la neige)                                                              | 1860s             | Musée d'Orsay Musées Nationaux Récupération Musée de Grenoble | landskabsmaleri                                           | |
|         | Woman with Bared Breast                                                                                   | 1867              | Nationalmuseum for vestlig kunst Matsukata Collection |                                                           | |
|         | Jo, the Irish Woman                                                                                       | 1860s             | Nelson-Atkins Museum of Art |                                                           | Joanna Hiffernan |
|         | Le Cerf dans la forêt                                                                                     | 1867              | Musée du Château de Flers | landskabsmaleri                                           | |
|         | Coast Scene                                                                                               | 1860s             | Smith College Museum of Art |                                                           | |
|         | Eternity                                                                                                  | 1867              | Bristol City Museum & Art Gallery |                                                           | |
|         | Poachers in the snow                                                                                      | 1867              | Galleria Nazionale d'Arte Moderna e Contemporanea di Roma |                                                           | |
|         | La sieste pendant la saison des foins                                                                     | 19th century      | Musée des Beaux-Arts de la ville de Paris | genrekunst                                                | |
|         | Trois Baigneuses                                                                                          | 19th century      | Musée des Beaux-Arts de la ville de Paris | Akt                                                       | rock naked woman |
|         | La Dame aux bijoux                                                                                        | 1867              | Musée des Beaux-Arts de Caen | portræt                                                   | Blanche D'Antigny |
|         | The Sea                                                                                                   | 1867              | Pusjkinmuseet |                                                           | |
|         | Village Street in Winter                                                                                  | 1868              | Städel | bylandskabsbillede                                        | |
|         | Landscape at Ornans                                                                                       | 1868              | Philadelphia Museum of Art | landskabsmaleri                                           | landskab |
|         | Man with Pipe                                                                                             | 1868              | National Museum of Ancient Art | portræt                                                   | mand pibe |
|         | Landscape in Winter                                                                                       | 1868              | National Museum of Ancient Art | landskabsmaleri                                           | |
|         | Stream of the Puits-Noir at Ornans                                                                        | 1868              | Norton Simon Museum | landskabsmaleri                                           | bæk |
|         | The Silent River                                                                                          | 1868              | Brooklyn Museum | landskabsmaleri                                           | |
|         | The Woman in the Waves                                                                                    | 1868              | Metropolitan Museum of Art | portræt Akt                                               | kvinde nøgenhed havbølge skum himmel solnedgang bryst sea bathing hav sejlskib armhule underarm hair nøgenbadning nat tusmørke Areola brystvorte Akt |
|         | Source | 1868              | Musée d'Orsay | allegori Akt figurmaleri                                  | kvinde nøgenhed siddende stilling ryg chignon brunt hår vand Venus' smilehuller bagdel intergluteale kløft nøgenbadning kilde vandfald bred vandområde løvtræ klippe græs landdistrikt optisk reflektion steatomery hofte talje barfodet malleolus badning |
|         | The Valley of Les Puits-Noir                                                                              | 1868              | Art Institute of Chicago |                                                           | |
|         | Nude Reclining by the Sea                                                                                 | 1868              | Philadelphia Museum of Art Hermann Göring Collection Munich Central Collecting Point                                                                                         | Akt                                                       | naked woman |
|         | Deer in the Forest                                                                                        | 1868              | Minneapolis Institute of Art |                                                           | deer skov træ |
|         | Cedar Tree at Hauteville                                                                                  | 1868              | Hungarian National Gallery |                                                           | cedar tree |
|         | Landscape from Jura                                                                                       | 1868              | Nasjonalmuseet | landskabsmaleri                                           | |
|         | Roe Deer at a Stream                                                                                      | 1868              | Kimbell Art Museum |                                                           | |
|         | Combat of Stags in the Snow                                                                               | 1868              | Hiroshima Museum of Art |                                                           | |
|         | Gustave Chaudey                                                                                           | 1868              | Virginia Kunstmuseum | portræt                                                   | Gustave Chaudey |
|         | Roe Deer in the Snow                                                                                      | 1868              | Ackland Art Museum |                                                           | |
|         | Cliffs at Etretat                                                                                         | 1868              | Wadsworth Atheneum |                                                           | |
|         | The Charity of a Beggar at Ornans                                                                         | 1868              | Burrell Collection | genrekunst                                                | |
|         | Bildnis des Dichters Pierre Dupont                                                                        | 1868              | Staatliche Kunsthalle Karlsruhe | portræt                                                   | Pierre Dupont |
|         | Paysage au lac                                                                                            | 1869              | Musée d'Orsay Musée des beaux-arts et d’archéologie de Besançon Musées Nationaux Récupération                                                                                | landskabsmaleri                                           | |
|         | The Wave                                                                                                  | 1869 1870         | Am Römerholz Philadelphia Museum of Art Musée d'Orsay Musée des Beaux-Arts d'Orléans Museum of Fine Arts of Lyon Städel Nationalmuseum for vestlig kunst Berlins Statsmuseer |                                                           | havbølge |
|         | The Wave                                                                                                  | 1869              | Fine Arts Museums of San Francisco |                                                           | |
|         | The Rock of Hautepierre                                                                                   | 1869              | Art Institute of Chicago |                                                           | |
|         | Portrait of Paul Chenavard                                                                                | 1869              | Museum of Fine Arts of Lyon | portræt                                                   | kunstmaler skæg |
|         | The Wave                                                                                                  | 1869              | Museum of Fine Arts of Lyon |                                                           | sky Atlanterhavet landskab havbølge |
|         | A Man Fishing                                                                                             | 19th century      | Nasjonalmuseet |                                                           | |
|         | Malle Babbe                                                                                               | 1869              | Hamburger Kunsthalle | portræt                                                   | kvinde ugle krus |
|         | Rembrandt portrait                                                                                        | 1869              | Musée des beaux-arts et d’archéologie de Besançon | portræt                                                   | Rembrandt van Rijn |
|         | Les rochers d'Ornans ou Les rochers de Mouthier                                                           | 1869              | Musée des Beaux-Arts de Carcassonne |                                                           | |
|         | Cliff at Étretat, the Porte d' Aval                                                                       | 1869              | Norton Simon Museum | marinemaleri                                              | klippe |
|         | Portrait of Madame Sophie Loiseau                                                                         | 1869              | | portræt                                                   | |
|         | La Trombe, Étretat                                                                                        | 1860s             | Musée des Beaux-Arts de Dijon | marinemaleri                                              | |
|         | Réserve de chevreuils                                                                                     | 1869              | Musée des beaux-arts de Mulhouse | landskabsmaleri dyrekunst                                 | rådyr |
|         | Grande Baigneuse                                                                                          | 1869              | |                                                           | |
|         | The Wave (La Vague)                                                                                       | 1869              | Brooklyn Museum |                                                           | |
|         | 雪の中の小鹿                                                                                              | 1869              | Chiba Prefectural Museum of Art |                                                           | |
|         | The Wave                                                                                                  | 1869              | National Galleries Scotland | marinemaleri                                              | |
|         | The Wave                                                                                                  | 1860s             | Städel | marinemaleri                                              | hav bølge himmel sky coastal landscape |
|         | The Calm Sea                                                                                              | 1869              | Metropolitan Museum of Art | marinemaleri                                              | båd marinemaleri sky |
|         | Waves | 1869              | Philadelphia Museum of Art | marinemaleri                                              | havbølge |
|         | The Cliff at Étretat                                                                                      | 1869              | Museu da Chácara do Céu | marinemaleri                                              | Étretat himmel sky hav Engelske Kanal strand Porte d'Aval klippe fiskefartøj aiguille d'Étretat græs |
|         | Rocks of Étretat                                                                                          | 1869              | Alte Nationalgalerie | marinemaleri                                              | Étretat himmel sky hav Engelske Kanal strand Porte d'Aval klippe fiskefartøj græs dør |
|         | Gypsy in Reflection                                                                                       | 1869              | Nationalmuseum for vestlig kunst Matsukata Collection |                                                           | |
|         | The Wave                                                                                                  | 1869              | Centraal Museum |                                                           | |
|         | Jura Landscape                                                                                            | 1869              | Rhode Island School of Design Museum |                                                           | |
|         | Landscape with a Mill near Ornans                                                                         | 1869              | Rhode Island School of Design Museum | landskabsmaleri                                           | |
|         | The Wave                                                                                                  | 1869              | Shimane Art Museum |                                                           | |
|         | The Wave                                                                                                  | 1869              | Museum of modern art André Malraux | marinemaleri                                              | bark himmel Étretat Engelske Kanal marine sky landskab havbølge |
|         | Mer d'Orage                                                                                               | 1869              | Krannert Art Museum |                                                           | |
|         | The Sea-Arch at Etretat                                                                                   | 1869              | Barber Institute of Fine Arts |                                                           | |
|         | Stormy Sea                                                                                                | 1869              | Portland Art Museum |                                                           | |
|         | Stormy Weather at Etretat                                                                                 | 1869              | Portland Museum of Art |                                                           | |
|         | L'Immensité                                                                                               | 1869              | Victoria and Albert Museum |                                                           | |
|         | Portrait of Gustave Matthieu                                                                              | 1869              | Am Römerholz | portræt                                                   | |
|         | Meer mit Segelboot im heraufziehenden Gewitter                                                            | 1869              | Staatsgalerie Stuttgart |                                                           | |
|         | Strand von Etretat                                                                                        | 1869              | Staatliche Kunsthalle Karlsruhe |                                                           | |
|         | Die Welle, stürmische See in der Dämmerung                                                                | 1869              | Yamazaki Mazak Museum of Art |                                                           | |
|         | Verletzter Hirsch                                                                                         | 1869              | Murauchi Art Museum |                                                           | |
|         | Sunset Marine                                                                                             | 1869              | Spencer Museum of Art |                                                           | |
|         | Rochers à Ornans                                                                                          | 1869              | Musée des Beaux-Arts de la ville de Paris | landskabsmaleri                                           | |
|         | The Sailboat (Seascape)                                                                                   | 1869              | Clark Art Institute |                                                           | |
|         | Swiss Landscape                                                                                           | 1869              | York Art Gallery |                                                           | |
|         | La vague                                                                                                  | 1869              | Kunsthalle Bremen |                                                           | |
|         | Stormy Sea                                                                                                | 1869              | Karen B. Cohen Collection |                                                           | |
|         | The Wave                                                                                                  | 1869              | Pusjkinmuseet |                                                           | |
|         | Die Steilküste bei Étretat                                                                                | 1869              | Von der Heydt Museum |                                                           | |
|         | La Vague                                                                                                  | 1869              | Brooklyn Museum |                                                           | |
|         | La Vague                                                                                                  | 1869              | Museum of Art, Ehime |                                                           | |
|         | Stormy Seascape                                                                                           | 1869              | Lyman Allyn Art Museum |                                                           | |
|         | Plage d'Étretat, soleil couchant                                                                          | 1869              | Niigata Prefectural Museum of Modern Art |                                                           | |
|         | Snow Effect in a Quarry                                                                                   | 1870              | Bridgestone Museum of Art |                                                           | |
|         | Waves | 1870              | Philadelphia Museum of Art |                                                           | |
|         | Beach at Dieppe                                                                                           | 1870              | Phoenix Art Museum | landskabsmaleri                                           | |
|         | Waves | 1870              | Nationalmuseum for vestlig kunst Matsukata Collection |                                                           | |
|         | Roebuck                                                                                                   | 1870              | Göteborgs konstmuseum | dyrekunst                                                 | stag |
|         | The sculptor Marcello (Duchess of Castiglione-Colonna)                                                    | 1870              | Museum of Fine Arts of Reims | portræt                                                   | kvinde |
|         | Waterspout at the Coast (Étretat)                                                                         | 1870              | Yokohama Museum of Art | landskabsmaleri                                           | |
|         | Jules-Antoine Castagnary                                                                                  | 1870              | Musée d'Orsay | portræt                                                   | Jules-Antoine Castagnary |
|         | The Cliff at Étretat after a Storm                                                                        | 1870              | Musée d'Orsay Musées Nationaux Récupération | landskabsmaleri marinemaleri                              | Étretat klippe strand himmel sky klippebue Engelske Kanal fiskefartøj hav Porte d'Aval græs dør |
|         | Stormy sea                                                                                                | 1870              | Musée d'Orsay | marinemaleri landskabsmaleri                              | bark Kystzone tordenvejr landskab havbølge |
|         | Portrait of Jules Bordet                                                                                  | 1870              | Sveriges Nationalmuseum | portræt                                                   | |
|         | Marine: The Waterspout                                                                                    | 1870              | Metropolitan Museum of Art | marinemaleri                                              | marinemaleri havbølge |
|         | Marina | 1870              | Museo Nacional de Bellas Artes |                                                           | |
|         | Coast Scene — Approaching Storm                                                                           | 1870              | Joslyn Art Museum |                                                           | |
|         | Marine à Etretat                                                                                          | 1870              | Simonow collection |                                                           | |
|         | The Wave                                                                                                  | 1870              | Am Römerholz |                                                           | |
|         | Die Loue in den Bergen des Jura                                                                           | 1870              | Museum der bildenden Künste |                                                           | |
|         | Landschaft im Jura                                                                                        | 1870              | Musée des beaux-arts de La Chaux-de-Fonds |                                                           | |
|         | Portrait de Gustave Chaudey                                                                               | 1870              | musée d'Art moderne de Troyes | portræt                                                   | Gustave Chaudey |
|         | La vague                                                                                                  | 1870              | Museum Folkwang |                                                           | |
|         | La Vague                                                                                                  | 1870              | Musée des Beaux-Arts d'Orléans |                                                           | |
|         | A Wave Breaking under Storm Clouds                                                                        | 1870              | Karen B. Cohen Collection |                                                           | |
|         | Waves | 1870              | Himeji City Museum of Art |                                                           | |
|         | La vague                                                                                                  | 1870              | Phoenix Art Museum |                                                           | |
|         | Apples | 1871              | Nationalmuseum for vestlig kunst Matsukata Collection |                                                           | |
|         | Still Life with Apples and a Pomegranate                                                                  | 1871              | National Gallery | stilleben                                                 | |
|         | Still Life with Apples, Pear, and Pomegranates                                                            | 1870s             | Dallas Museum of Art | stilleben                                                 | |
|         | Young Communards in Prison (Les Fédérés à la Conciergerie)                                                | 1871              | Metropolitan Museum of Art |                                                           | fængsel fange mand |
|         | The Chillon Castle                                                                                        | 1870s             | No/unknown value |                                                           | |
|         | Paysage composé, source dans les rochers du Doubs                                                         | 1871              | Musée des beaux-arts et d’archéologie de Besançon |                                                           | |
|         | Nature morte aux fruits : pommes et grenades                                                              | 1871              | Musée d'Orsay | stilleben                                                 | æble pomegranate frugt |
|         | Head of a Woman and Flowers                                                                               | 1871              | Philadelphia Museum of Art |                                                           | hoved blomst |
|         | Still Life with Apples and a Pear                                                                         | 1871              | Philadelphia Museum of Art | stilleben                                                 | æble |
|         | Portrait of a Girl                                                                                        | 1871              | Österreichische Galerie Belvedere | portræt                                                   | |
|         | Apfelstillleben                                                                                           | 1871              | Bayerische Staatsgemäldesammlungen | stilleben                                                 | |
|         | Still-life                                                                                                | 1871              | National Gallery of Canada | stilleben                                                 | |
|         | Le vieil arbre dans la gorge                                                                              | 1871              | Cantonal Museum of Fine Arts |                                                           | |
|         | Fruit | 1871              | Burrell Collection |                                                           | |
|         | Apple, Pear and Orange                                                                                    | 1871              | Kelvingrove Art Gallery and Museum | stilleben                                                 | frugt |
|         | Still Life with Apples and Pears                                                                          | 1871              | William Morris Gallery | stilleben                                                 | |
|         | Raisins                                                                                                   | 1871              | musée d'art et d'histoire de Lisieux |                                                           | |
|         | Bouquet de fleurs                                                                                         | 1871              | Musée des Beaux-Arts et de la Dentelle d'Alençon |                                                           | |
|         | Fruits dans une corbeille                                                                                 | 1871              | Shelburne Museum |                                                           | |
|         | Grappe de raisins                                                                                         | 1871              | Musée des Beaux-Arts de la ville de Paris |                                                           | |
|         | Fawn in the snow in the woods                                                                             | 19th century      | National Museum in Warsaw |                                                           | |
|         | Nature morte aux fleurs                                                                                   | 1871              | Saarland Museum | stilleben                                                 | |
|         | Pomegranates                                                                                              | 1871              | People's Palace (Glasgow) |                                                           | |
|         | Marine, gros temps                                                                                        | 1871              | Peindre en Normandie |                                                           | |
|         | Still Life with Fruit                                                                                     | 1871              | Art Gallery of Ontario |                                                           | |
|         | The Stream of the Black Well                                                                              | 1870s             | Walters Art Museum |                                                           | |
|         | The wave                                                                                                  | 1872              | National Gallery of Victoria |                                                           | |
|         | Winter | 1872              | National Gallery of Victoria |                                                           | |
|         | Cascade in a Rocky Landscape                                                                              | 1872              | Indianapolis Museum of Art | landskabsmaleri                                           | |
|         | Forest Brook, Jura                                                                                        | 1872              | Nasjonalmuseet | landskabsmaleri                                           | |
|         | Apples, Pears and Primroses                                                                               | 1872              | Norton Simon Museum | stilleben                                                 | æble pære Storblomstret kodriver primrose |
|         | landscape: Near Ornans                                                                                    | 1872              | Musée d'Orsay Musée Courbet Musées Nationaux Récupération Führermuseum Munich Central Collecting Point                                                                       | bylandskabsbillede                                        | |
|         | The Lake, Near Saint-Point                                                                                | 1872              | San Antonio Museum of Art |                                                           | |
|         | Autoportrait à Sainte-Pélagie                                                                             | 1870s             | Musée Courbet | selvportræt                                               | Gustave Courbet pibe vindue Sainte-Pélagie Prison |
|         | The Church of Vuillafans                                                                                  | 1872              | Murauchi Art Museum |                                                           | |
|         | Landscape with Rocky Cliffs and a Waterfall                                                               | 1872              | Rijksmuseum | landskabsmaleri                                           | træ |
|         | Apples | 1872              | Rijksmuseum | stilleben                                                 | æble |
|         | Branche de pommier en fleurs                                                                              | 1872              | Musée d'Orsay | stilleben                                                 | gren æbletræ blomst |
|         | Landscape from La Source Bleue                                                                            | 1872              | Sveriges Nationalmuseum | landskabsmaleri                                           | træ Source Bleue |
|         | Beach in Normandy                                                                                         | 1870s             | National Gallery of Art | marinemaleri                                              | Étretat himmel sky hav Engelske Kanal strand klippe fiskefartøj græs Normandiet båd |
|         | Hollyhocks in a Copper Bowl                                                                               | 1872              | Museum of Fine Arts Boston |                                                           | |
|         | The Cliffs of the Loue                                                                                    | 1872              | Museum voor Schone Kunsten | landskabsmaleri                                           | træ |
|         | The Sea                                                                                                   | 1872              | Musée des Beaux-Arts de Caen | marinemaleri                                              | hav bank Étretat bark himmel sky strand Skyway landskab |
|         | Felsen nahe der Grotte der Loue                                                                           | 1872              | Bayerische Staatsgemäldesammlungen |                                                           | |
|         | Petite marine                                                                                             | 1872              | Rijksmuseum Twenthe |                                                           | |
|         | Landscape with Fisherman                                                                                  | 1872              | National Gallery of Art Corcoran Gallery of Art | landskabsmaleri                                           | |
|         | Landscape with Rocks                                                                                      | 1872              | Hungarian National Gallery | landskabsmaleri                                           | |
|         | The Waterfalls                                                                                            | 1872              | National Gallery of Canada |                                                           | |
|         | Castle of Chillon, Evening                                                                                | 1872              | Allen Memorial Art Museum |                                                           | |
|         | Squall on the Horizon                                                                                     | 1872              | Tokyo Fuji Art Museum |                                                           | |
|         | Seascape                                                                                                  | 1872              | Arkansas Museum of Fine Arts |                                                           | |
|         | Apples, Pears, and Grapes on a Table                                                                      | 1872              | Portland Art Museum |                                                           | |
|         | Still Life with Apples                                                                                    | 1872              | The Mesdag Collection private collection Hendrik Willem Mesdag | stilleben                                                 | |
|         | The Stonebreaker                                                                                          | 1872              | Memorial Art Gallery |                                                           | |
|         | Paysage du soir                                                                                           | 1872              | Hamburger Kunsthalle |                                                           | |
|         | The Mill at the Loue                                                                                      | 1872              | Kunstmuseum Basel |                                                           | |
|         | La belle Irlandaise (Portrait of Jo)                                                                      | 1872              | Yoshino Gypsum | portræt                                                   | Joanna Hiffernan |
|         | La Vague                                                                                                  | 1872              | collection de Bueil & Ract-Madoux |                                                           | |
|         | Self-Portrait                                                                                             | 1872              | Cantor Arts Center at Stanford University | selvportræt                                               | Gustave Courbet |
|         | Trout | 1872              | Kunsthaus Zürich | dyrekunst selvportræt                                     | trout |
|         | Landscape                                                                                                 | 1872              | Royal Museums of Fine Arts of Belgium |                                                           | |
|         | Stream in the Jura Mountains (The Torrent)                                                                | 1872-03           | Honolulu Museum of Art |                                                           | |
|         | River and Rocks                                                                                           | 1870s             | Metropolitan Museum of Art | landskabsmaleri                                           | flod landskabsmaleri |
|         | The Hidden Brook                                                                                          | 1873              | Metropolitan Museum of Art | landskabsmaleri                                           | flod landskabsmaleri |
|         | A Gorge in the Jura                                                                                       | 1873              | Cincinnati Art Museum |                                                           | |
|         | Portrait de Juliette Courbet                                                                              | 1870s             | Museu de Arte de São Paulo | portræt                                                   | |
|         | View of a rough sea near a cliff                                                                          | 19th century      | Princeton University Art Museum Matthiesen Gallery | marinemaleri                                              | |
|         | Les trois truites de la Loue                                                                              | 1873              | Kunstmuseum Bern |                                                           | |
|         | Le Veau blanc                                                                                             | 1873              | Musée Courbet | dyrekunst                                                 | |
|         | Chillon Castle                                                                                            | 1873 1876         | Musée Courbet Philadelphia Museum of Art Wallraf-Richartz-Museum Khanenko Museum Allen Memorial Art Museum                                                                   | landskabsmaleri                                           | |
|         | Trout | 1873              | Musée d'Orsay | stilleben dyrekunst                                       | trout |
|         | Le Pont de Fleurier                                                                                       | 1873              | Musée d'Orsay Musées Nationaux Récupération Musée des beaux-arts et d’archéologie de Besançon                                                                                | landskabsmaleri                                           | |
|         | Les pommiers du père Courbet à Ornans                                                                     | 1873              | Museum Boijmans Van Beuningen |                                                           | |
|         | Mountainous landscape with fruit trees in Ornans                                                          | 1873              | Museum Boijmans Van Beuningen | landskabsmaleri                                           | frugthave klippe |
|         | Boats on a Beach, Etretat                                                                                 | 1870s             | National Gallery of Art |                                                           | Beach of Étretat Porte d'Amont vandfartøj |
|         | Landscape with stag                                                                                       | 1873              | Art Gallery of New South Wales | landskabsmaleri                                           | |
|         | Horse in a Stable                                                                                         | 1873              | Nationalmuseum for vestlig kunst Matsukata Collection |                                                           | hest Hesteboks |
|         | Landscape with a Hunter                                                                                   | 1873              | Nationalmuseum for vestlig kunst | landskabsmaleri                                           | |
|         | Landscape                                                                                                 | 19th century      | National Gallery of Art Corcoran Gallery of Art | landskabsmaleri                                           | |
|         | La source à Ornans                                                                                        | 1873              | Musée d'Orsay | landskabsmaleri                                           | |
|         | Landscape, with the Chatel St Denis, Scey-en-Varais                                                       | 1873              | Victoria and Albert Museum | landskabsmaleri                                           | |
|         | The Banks of a Stream                                                                                     | 1873              | Ashmolean Museum |                                                           | |
|         | Landschaft                                                                                                | 1873              | Musée de Soissons |                                                           | |
|         | Le ruisseau du Puits Noir                                                                                 | 1873              | Musée des beaux-arts de Liège |                                                           | |
|         | Chillon Castle                                                                                            | 1873              | Wallraf-Richartz-Museum | landskabsmaleri                                           | Château de Chillon |
|         | Les Amoureux dans la campagne                                                                             | 1873              | Musée Courbet |                                                           | |
|         | Château Chillon                                                                                           | 1874              | Philadelphia Museum of Art |                                                           | |
|         | The Chillon Castle                                                                                        | 1874              | Museum of Fine Arts Belfort |                                                           | Château de Chillon |
|         | Henri Rochefort                                                                                           | 1874              | Norton Simon Museum | portræt                                                   | Henri Rochefort |
|         | Chillon Castle                                                                                            | 1874              | Musée Courbet | landskabsmaleri                                           | Château de Chillon |
|         | An Alpine Scene                                                                                           | 1874              | Art Institute of Chicago |                                                           | |
|         | Beach Scene                                                                                               | 1874              | National Gallery |                                                           | |
|         | Sunset, Vevey, Switzerland                                                                                | 1874              | Cincinnati Art Museum | landskabsmaleri                                           | sø solnedgang |
|         | Paysage à Ornans                                                                                          | 1874              | McMaster Museum of Art |                                                           | |
|         | Sonnenuntergang auf Léman                                                                                 | 1874              | Musée Jenisch |                                                           | |
|         | Bergsee                                                                                                   | 1874              | Museo de Arte de Ponce |                                                           | |
|         | An Abbey on a Hilltop with a Watermill in the Foreground                                                  | 1874              | Lyndhurst |                                                           | |
|         | Portrait de Régis Courbet, père de l'artiste                                                              | 1874              | Musée des Beaux-Arts de la ville de Paris | portræt                                                   | mand |
|         | Waterfall at Ornans                                                                                       | 1874              | The Hyde Collection |                                                           | |
|         | La Dent de Jaman                                                                                          | 1874              | Speed Art Museum |                                                           | |
|         | View of the Parc des Crêtes above Clarens                                                                 | 1874              | Wallraf-Richartz-Museum Fondation Corboud |                                                           | |
|         | A Hut in the Mountains                                                                                    | 1874              | Pusjkinmuseet |                                                           | |
|         | Vue du Parc des Crêtes sous la neige                                                                      | 1874              | Kunstmuseum Bern |                                                           | |
|         | La Vigneronne de Montreux                                                                                 | 1874              | Cantonal Museum of Fine Arts |                                                           | |
|         | Winter in the Jura                                                                                        | 1875              | The Phillips Collection |                                                           | |
|         | Chillon, view from afar                                                                                   | 1875              | Musée d'Art et d'Histoire de Geneva Garengo Foundation |                                                           | |
|         | Head of a goat                                                                                            | 1875              | Musée Picasso | dyrekunst                                                 | gemse |
|         | The Castle of Blonay                                                                                      | 1875              | Hungarian National Gallery |                                                           | |
|         | Bords du lac Léman                                                                                        | 1875              | Museum of Fine Arts of Reims | landskabsmaleri                                           | Lake Geneva |
|         | Ohne Titel                                                                                                | 1875              | Bayerische Staatsgemäldesammlungen |                                                           | |
|         | Snow in the Woods                                                                                         | 1875              | National Gallery of Canada |                                                           | |
|         | Un rocher en mer                                                                                          | 1870s             | Kasser Mochary Art Foundation |                                                           | |
|         | The Wood In The Snow                                                                                      | 1875              | Simonow collection |                                                           | |
|         | Snow In The Forest                                                                                        | 1875              | Simonow collection |                                                           | |
|         | Genfersee bei Sonnenuntergang                                                                             | 1875              | Kunstmuseum St. Gallen |                                                           | |
|         | Enseigne « Bon Logis à pied », Café du Soleil                                                             | 1870s             | Nyon castle museum and porcelain museum |                                                           | |
|         | A Stone Cutter                                                                                            | 1870s             | Harvard Art Museums Fogg Museum |                                                           | |
|         | The Mill at Orbe                                                                                          | 1875              | Amgueddfa Cymru – National Museum Wales |                                                           | |
|         | La prison près du lac                                                                                     | 1875              | Turin Civic Gallery of Modern and Contemporary Art |                                                           | |
|         | Road in sunshine                                                                                          | 1870s             | The Mesdag Collection private collection Hendrik Willem Mesdag | landskabsmaleri                                           | |
|         | Sur les bords du lac Léman                                                                                | 1875              | National Art Gallery of Bulgaria National Gallery for Foreign Art |                                                           | |
|         | Cascade et ruisseau                                                                                       | 1876              | Musée d'Orsay Musées Nationaux Récupération | landskabsmaleri                                           | |
|         | Source of a Mountain Stream                                                                               | 1876              | Birmingham Museum of Art | landskabsmaleri                                           | bjerg bæk træ klippe |
|         | Landscape                                                                                                 | 1876              | San Diego Museum of Art | landskabsmaleri                                           | |
|         | Winterlandschaft mit den Dents du Midi                                                                    | 1876              | Hamburger Kunsthalle |                                                           | |
|         | Bétail dans la forêt                                                                                      | 1876              | Heckscher Museum of Art |                                                           | |
|         | Vue du lac Léman                                                                                          | 1876              | Musée d'Art et d'Histoire de Granville | landskabsmaleri                                           | Genevesøen |
|         | Le chevreuil                                                                                              | 1876              | Musée des Beaux-Arts de la ville de Paris |                                                           | |
|         | La Femme à la mouette                                                                                     | 1876              | Musée des Beaux-Arts de la ville de Paris | high relief                                               | |
|         | La Terrasse de Bon-Port                                                                                   | 1876              | Musée Jenisch |                                                           | |
|         | Panorama des Alpes                                                                                        | 1876              | Musée d'Art et d'Histoire de Geneva |                                                           | |
|         | Panoramic View of the Alps, Les Dents du Midi                                                             | 1877              | Cleveland Museum of Art |                                                           | Dents du Midi bjerg |
|         | View of Lake Geneva                                                                                       | 19th century      | Walters Art Museum |                                                           | |
|         | Rocky Landscape with Waterfall                                                                            | 19th century      | Museum Boijmans Van Beuningen |                                                           | |
|         | Seashore with Boulders                                                                                    | 19th century      | Eremitagen |                                                           | |
|         | Portrait of Jules Vallès (1832-1885), author                                                              | 19th century      | Musée Carnavalet | portræt                                                   | Jules Vallès |
|         | Portrait of Henry Murger                                                                                  |                   | Musée d'Orsay Museum of the History of France | portræt                                                   | skæg hovedbeklædning Henry Murger |
|         | The Cascade                                                                                               |                   | Sveriges Nationalmuseum | landskabsmaleri                                           | bjerg |
|         | Portrait of the Artist's Sister                                                                           |                   | Fine Arts Museums of San Francisco | portræt                                                   | |
|         | Wooded Hillside in Winter                                                                                 |                   | Museum of Fine Arts Boston |                                                           | |
|         | Landscape at Ornans                                                                                       |                   | Philadelphia Museum of Art | landskabsmaleri                                           | |
|         | Rill in the Mountains                                                                                     |                   | Philadelphia Museum of Art |                                                           | |
|         | Rocky Coast                                                                                               |                   | Philadelphia Museum of Art |                                                           | |
|         | Wounded Stag                                                                                              |                   | Philadelphia Museum of Art |                                                           | |
|         | Rocks near Ornans                                                                                         |                   | Royal Museum of Fine Arts Antwerp | landskabsmaleri                                           | træ |
|         | Bust of a Man in Profile                                                                                  |                   | Museum voor Schone Kunsten |                                                           | |
|         | Snow Landscape                                                                                            |                   | Nationalmuseum for vestlig kunst Matsukata Collection |                                                           | |
|         | Mer Orageuse                                                                                              |                   | Museo Nacional de Bellas Artes |                                                           | |
|         | Seascape                                                                                                  |                   | Museum of Fine Arts, Houston |                                                           | |
|         | Woman with Pigeons                                                                                        |                   | Barnes Foundation |                                                           | kvinde Klippedue |
|         | Clearing in a Forest                                                                                      |                   | Museum Boijmans Van Beuningen |                                                           | |
|         | Still Life with Fruit                                                                                     |                   | | stilleben                                                 | |
|         | Paysage de Jura                                                                                           |                   | Musée d'Orsay Musées Nationaux Récupération | landskabsmaleri                                           | |
|         | Paysage avec cascade                                                                                      |                   | Musée d'Orsay Musées Nationaux Récupération | landskabsmaleri                                           | |
|         | Wood And Water Landscape                                                                                  |                   | Chrysler Museum of Art |                                                           | |
|         | The Forresters                                                                                            |                   | Chrysler Museum of Art |                                                           | |
|         | Seascape, the Poplar                                                                                      |                   | Museo Soumaya |                                                           | |
|         | Low Tide                                                                                                  |                   | Worcester Art Museum |                                                           | |
|         | The Wave                                                                                                  |                   | Dallas Museum of Art |                                                           | |
|         | In the Glen                                                                                               |                   | Krannert Art Museum |                                                           | |
|         | Klippen und Wellen im Gewitter                                                                            |                   | National Museum of Fine Arts of Algiers |                                                           | |
|         | Boat on a Beach, Trouville                                                                                |                   | Virginia Kunstmuseum |                                                           | |
|         | Le ruisseau du Puits Noir                                                                                 |                   | Manchester Art Gallery |                                                           | |
|         | The Washerwomen                                                                                           |                   | Burrell Collection |                                                           | |
|         | Boy with a Parrot                                                                                         |                   | Sheffield Galleries and Museums Trust |                                                           | |
|         | La vague                                                                                                  |                   | Southampton City Art Gallery |                                                           | |
|         | Seapiece at Honfleur                                                                                      |                   | Southampton City Art Gallery |                                                           | |
|         | The Stream                                                                                                |                   | Aberdeen Archives, Gallery and Museums |                                                           | Ornans |
|         | Winter Scene                                                                                              |                   | Ashmolean Museum |                                                           | |
|         | In der Tiefe des Waldes                                                                                   |                   | Heckscher Museum of Art |                                                           | |
|         | Nature morte de pêches                                                                                    |                   | Perth Art Gallery | stilleben                                                 | |
|         | Landscape                                                                                                 |                   | Matsushita Museum of Art | landskabsmaleri                                           | |
|         | Vapeur à la côte                                                                                          |                   | Tatihou Maritime Museum |                                                           | |
|         | Sous-bois                                                                                                 |                   | Musée des Beaux-Arts et de la Dentelle d'Alençon |                                                           | |
|         | Spring Landscape                                                                                          |                   | Reading Public Museum | landskabsmaleri                                           | |
|         | Laundresses at Low Tide, Étretat                                                                          |                   | Clark Art Institute |                                                           | |
|         | View of Franche-Comté                                                                                     |                   | |                                                           | |
|         | Franc-Comtois Landscape or Le Vallon Vert                                                                 |                   | |                                                           | |
|         | Landscape with Twin Trees                                                                                 |                   | Denver Art Museum |                                                           | |
|         | Le ruisseau couvert                                                                                       |                   | Musée d'Orsay Musées Nationaux Récupération |                                                           | |
|         | Paysage à Ornans                                                                                          |                   | Musée d'Orsay Musées Nationaux Récupération |                                                           | |
|         | Flussufer                                                                                                 |                   | Musée des Ursulines |                                                           | |
|         | Paysage à Émeringes                                                                                       |                   | Musée des Ursulines |                                                           | |
|         | Schluchten                                                                                                |                   | Musée Cantini |                                                           | |
|         | Shipswreck                                                                                                |                   | musée Mainssieux |                                                           | |
|         | Paysage aux environs d'Ornans                                                                             |                   | Musée d'art Hôtel Sarret de Grozon |                                                           | |
|         | Plage d'Étretat par un temps de neige                                                                     |                   | Museum of Dieppe |                                                           | |
|         | Landschaft                                                                                                |                   | Musée municipal de Bourg-en-Bresse |                                                           | |
|         | Portrait de Jean Paul Mazaroz                                                                             |                   | Musée des Beaux-Arts de Lons-le-Saunier | portræt                                                   | Jean Paul Mazaroz |
|         | Marine |                   | Musée Cantini |                                                           | |
|         | Tempête sur la mer                                                                                        |                   | Musée d'art et d'histoire de Langres |                                                           | |
|         | Paysage de neige (Snowy Landscape)                                                                        |                   | Paisley Museum |                                                           | |
|         | Étude de rochers                                                                                          |                   | Musée des Beaux-Arts de Tournai |                                                           | |
|         | Paysage                                                                                                   |                   | Beaux-Arts Mons |                                                           | |
|         | Loue Vally in Ornans                                                                                      |                   | Chimei Museum |                                                           | |
|         | Porträt einer Frau                                                                                        |                   | Musées Nationaux Récupération Musée d'Orsay Musée des beaux-arts et d’archéologie de Besançon                                                                                | portræt                                                   | kvinde |
|         | Landscape                                                                                                 |                   | Hermann Göring Collection Munich Central Collecting Point |                                                           | |
|         | snow-landscape with cottages and two men                                                                  |                   | Hermann Göring Collection Munich Central Collecting Point |                                                           | |
|         | Portrait of an old smiling man                                                                            |                   | Munich Central Collecting Point | portræt                                                   | |
|         | Fawn |                   | Munich Central Collecting Point |                                                           | |
|         | landscape, hills at water                                                                                 |                   | Munich Central Collecting Point |                                                           | |
|         | Reading woman ( half - act )                                                                              |                   | Munich Central Collecting Point |                                                           | |
|         | stormy sea                                                                                                |                   | Munich Central Collecting Point |                                                           | |
|         | landscape                                                                                                 |                   | Munich Central Collecting Point |                                                           | |
|         | woman in a forest                                                                                         |                   | Munich Central Collecting Point |                                                           | |
|         | Landscape, fishing man at river                                                                           |                   | Munich Central Collecting Point |                                                           | |
|         | Water-fall in the mountains                                                                               |                   | Munich Central Collecting Point |                                                           | |
|         | landscape (waterfall)                                                                                     |                   | Munich Central Collecting Point |                                                           | |
|         | landscape with hills and houses                                                                           |                   | Munich Central Collecting Point |                                                           | |
|         | Maison au bord de la rivière                                                                              |                   | Musée d'Art et d'Histoire |                                                           | |
|         | Portrait of madame Jolicler, née Lydie Chenoz                                                             |                   | Kröller-Müller Museum | portræt                                                   | kvinde |
|         | Stonebreaker                                                                                              |                   | Fop Smit collection | genrekunst                                                | |
|         | Winterlandschaft                                                                                          |                   | Museum für Kunst und Kulturgeschichte der Philipps-Universität Marburg |                                                           | |
|         | Le Saut du Doubs                                                                                          |                   | Musée des Beaux-Arts Jules Chéret | landskabsmaleri                                           | Saut du Doubs |
|         | Portrait of a Woman                                                                                       |                   | Glasgow Museums Resource Centre | portræt                                                   | kvinde |
|         | Les Coquelicots                                                                                           |                   | Musée de Cahors Henri-Martin |                                                           | |
|         | La Vallée                                                                                                 |                   | Musée de Cahors Henri-Martin |                                                           | |
|         | La Forêt de Fontainebleau                                                                                 |                   | Musée de Cahors Henri-Martin |                                                           | |
|         | Tête de sanglier                                                                                          |                   | Brooklyn Museum |                                                           | |
|         | Les mouettes                                                                                              |                   | Kunstmuseum Bern |                                                           | |
|         | Nature morte aux pêches                                                                                   |                   | Kunstmuseum Bern | stilleben                                                 | |
|         | Paysage du Jura                                                                                           |                   | |                                                           | |
|         | A Family of Deer in a Landscape with a Waterfall                                                          |                   | No/unknown value |                                                           | |
|         | Tête de chevreuil                                                                                         |                   | Musée Bonnat-Helleu |                                                           | |
|         | Portrait of a hunter                                                                                      |                   | Degas Collection | portræt                                                   | jæger |
|         | Seascape - stormy sky                                                                                     |                   | Museum of Ixelles |                                                           | |